# Junkers Ju 187
Junkers Ju 187 byl střemhlavý bombardér vyvíjený nacistickým Německem během druhé světové války, aby nahradil letoun Junkers Ju 87 Stuka, který byl velmi zranitelný nepřátelskými stíhačkami. Byly u něho použity některé prvky z Ju 87, jako například křídlo do tvaru W nebo dvojčlenná posádka. Stroj měl zatahovací podvozek, celokovovou konstrukci a vylepšenou výzbroj a pancéřování. Letoun nebyl nikdy sériově vyráběn. Projekt byl zastaven ministerstvem letectví v roce 1943, protože při plném nákladu pum neměl lepší vlastnosti než Ju 87D.

## Specifikace

### Technické údaje
- Posádka: 2 (pilot, palubní střelec)
- Délka: 11,80 m
- Výška: 3,90 m
- Rozpětí: 18,06 m

### Výkony
- Maximální rychlost: 400 km/h

### Výzbroj
- 3 × 20mm kanon MG 151
- 1 × 13mm kulomet MG 131
- 1 × 1000kg bomba
- 4 × 50kg bomba